# Time Base Corrector
Der Time Base Corrector (TBC) [ˈtaɪmˌbeɪs kəˈɹɛktə] ist ein Speicher, der  das Ausgangssignal eines Magnetaufzeichnungsgerätes zwischenspeichert und derart verzögert wieder ausgibt, dass zeitliche Schwankungen des Signals, die von unvermeidlichen mechanischen Toleranzen des Magnetaufzeichnungverfahrens verursacht werden, ausgeglichen werden. Zum einen wird es dadurch ermöglicht, die Signale mehrerer Videoquellen so genau zu synchronisieren, dass sie ineinandergemischt werden können. Zum anderen wurde es im Zeitalter der analogen Fernsehtechnik so möglich, aufgezeichnetes Material so auszustrahlen, dass das Fernsehsignal von der zeitlichen Genauigkeit her den spezifizierten Normen entspricht.
Früher wurden Time Base Correctors durch steuerbare, aus Induktivitäten und Kapazitäten aufgebaute Verzögerungsleitungen mit mehreren Abgriffen implementiert. Moderne Geräte arbeiten auf digitaler Ebene und können ggf. sogar ein ganzes Vollbild (Frame) zwischenspeichern.

## Verwendung
Ein TBC wird benötigt, um Videosignale mit anderen Videosignalen zu synchronisieren, beispielsweise um sie in Echtzeit schneiden und/oder aufzeichnen zu können.
Der TBC war früher extern üblich, es gab bestimmte Modelle für verschiedene MAZen, für die Sony 1-Zoll-C-Maschinen war es zum Beispiel der BVT-1000, für die U-matic Geräte derselben Firma der BVT-800 oder BVT-810 (wobei der 810 zur Sorte der sogenannte 4-Platten-TBCs gehört, der 800 hat nur 3) der 4 Platten TBC hat neben dem Netzteil ein kleines Mainboard mit einem speziellen Bussystem, in das von vorn leicht zugänglich die 4 Platinen (etwa 30 × 30 cm groß) eingeschoben werden, vorn an diesen Platinen befinden sich die Funktionssteuerungen, es gibt allerdings auch DIP-Schalter auf den Boards selbst.
4. Platine: Noise reduction (ermöglicht Chroma enhancing und Chroma Noise reduction über 2 Kippschalter)
3. Platine: Clock Generator
2. Platine: Processor (ermöglicht Einstellung des Video Input Levels, Chroma-, black- und Videolevel (in dem Falle am Ausgang) sowie Y/C Delay, da er intern mit Y/C arbeitet. Alle Regler können einzeln mit dem „Preset“ schalter auf einen Normwert gesetzt werden.)
1. Platine: PAL – Sync Generator: (ermöglicht Einstellung der H-, SC- und V-phase (ohne Presetmöglichkeit) sowie chroma burst (mit Presetmöglichkeit) DG (Differentialgewinn). Es kann zwischen Farbe und schwarzweiß sowie Automatik (Erkennung des Bursts) gewählt werden, wenn zum Beispiel eine Farbaufnahme aus ästhetischen Gründen schwarzweiß werden soll. Ebenso ist eine Bypassschaltung vorgesehen.)
Normalerweise erhält der externe TBC das Referenzsignal „Black-Burst“. Es gibt ein voreilendes Signal an die MAZ weiter und erhält bei externen Geräten ein unmoduliertes FBAS oder über einen speziellen 18-poligen Anschluss ein Y/C-Signal, bei Geräten die Störungen „Drop-Outs“ im Signal erkennen können auch ein spezielles Signal.
Der TBC tut nun Folgendes: Er setzt den Bildinhalt des Signals ganz exakt auf die Syncsignale, so dass ein absolut synchrones Arbeiten möglich ist. Dropouts werden verdeckt, indem an dieser Stelle der Inhalt der vorausgehenden intakten Zeile eingetastet wird. Ist diese Beschädigung größer (durch Bandknitter o. ä.), so erscheint statt des üblichen Rauschens (Ameisenkrieg) ein buntes Streifenmuster, da die letzte intakte Zeile immer wieder untereinander eingetastet wird.
Bei internen TBCs (bei „professionellen“ S-VHS-Geräten oder bei Betacam-Maschinen) sind die Einstellungsmöglichkeiten geringer und anders: Bei S-VHS sind Video Level, Chroma Level, Black Level und Chroma phase sowie Y/C Delay, H und SC phase einstellbar, bei Betacam Video Level, Black Level, R-Y, B-Y.
Über die Zuleitung braucht man sich bei internen TBCs keine Sorgen zu machen: Man spart Platz und außerdem einen lauten Lüfter. TBCs sind meist fernsteuerbar. In der Praxis wird dies selten genutzt, es sei denn, man hat regelmäßig zu dunkle Aufnahmen oder der Weißabgleich stimmt nicht. Dann sind über die Möglichkeiten des TBCs schon beim Einspielen in NLE-Systeme oder beim Analogschnitt Korrekturen möglich. Für weitergehende Korrekturen wird dann ein Color-Corrector unverzichtbar.
Bei DT-fähigen Geräten ist es nur mit TBC möglich, Slow und Fast-motion wiederzugeben. Bei U-matic ist dies 1× rückwärts und bis zu 3-fach vorwärts möglich.
In der Praxis ist es nicht möglich, zwei Signale vollständig synchron zu halten. Beispielsweise kann ein Videorekorder zwar grob mit einer Quelle synchronisiert werden, jedoch gibt es immer noch kleine mechanische Ungenauigkeiten, die das Signal kurzzeitig schneller oder langsamer ankommen lassen können. Dies wird auch als Jitter bezeichnet.

### Vollbild-TBC
Vollkommen unsynchrone Videosignale ergeben sich immer dann, wenn die verschiedenen Videoquellen nicht mittels eines externen Referenzsignals (zum Beispiel „Blackburst“) synchronisiert werden können, bspw. weil die Geräte räumlich zu weit getrennt sind oder diese Funktion gar nicht besitzen (zum Beispiel nicht-professionelle Geräte für den Hausgebrauch wie DVD-Player oder VHS-Rekorder).
Da ein TBC in diesem Falle mindestens zwei Halbbilder zwischenspeichern können muss, bieten sich diverse Zusatzfunktionen für die Geräte an:
- Veränderung von H-Phase, SubCarrier Phase, Schwarzwert, Helligkeit (Luminanz), Farbigkeit (Chrominanz)
- Veränderung der Fernsehnorm (sog. Normwandler)
- Freeze-Funktion: das auf Knopfdruck gespeicherte Vollbild wird ständig wieder ausgegeben

Falls mit Bild und Ton gearbeitet wird, ist es erforderlich, dass das dazugehörige Tonsignal mittels eines Audio-Delays ebenfalls um dieselbe Zeit (meist 40 ms) verzögert wird, um keine Asynchronizität zwischen Bild und Ton zu produzieren.

## Funktionsweise

### Variable Verzögerungsleitungen
Die ersten TBCs wurden in frühen Farbvideorekordern (zum Beispiel Quadruplex) eingesetzt. Dort stand nicht das Synchronisieren mit externen Quellen im Vordergrund, sondern der Ausgleich von kleinen zeitlichen Fehlern, die in Farbsystemen zu starken Farbfehlern führen können.
Diese Verzögerungsleitungen bestehen aus einer größeren Anzahl von Kapazitätsdioden und Leiterspulen, die so miteinander verschaltet sind, dass sie das Signal etwas verzögern. Durch das Anbringen einer Gleichspannung an den Dioden kann die Verzögerungszeit verändert werden. Dieses Verfahren erreicht einen Ausgleich von wenigen Mikrosekunden und wird heute nicht mehr verwendet.

### Laufzeitspeicher
Um größere Fehler auszugleichen, wie sie beispielsweise von schlecht gewarteten Videorekordern herrührten, wurden geschaltete Laufzeitspeicher verwendet. Jeder dieser Laufzeitspeicher hatte eine bestimmte Verzögerung. Wollte man das Signal um einen bestimmten Betrag verzögern, so schickte man es einfach durch mehr oder weniger dieser Speicher. Der Anteil, der durch dieses Verfahren nicht ausgeglichen werden kann, wird durch eine variable Verzögerungsleitung ausgeglichen. Hier kann man bereits Zeitfehler bis zu einer Zeile korrigieren.

### Digitale Halbleiterspeicher
Durch die Verfügbarkeit von erschwinglichen Arbeitsspeicher in den 1970ern wurde es möglich, ganze Zeilen digitalisiert zu speichern. Das Bild wird hierbei häufig in seine Helligkeits- und Farbanteile aufgeteilt, welche getrennt verarbeitet werden. Die einzelnen Bildpunkte dieser Zeilen können so in beliebiger Reihenfolge ausgegeben werden. Zusätzlich kann man aber auch auf Bildpunkte anderer Zeilen zugreifen und somit Berechnungen wie beispielsweise eine Farbrauschreduktion erzielen. Typische korrigierbare Zeitfehler liegen im Bereich von 3 Zeilen bis hin zu einem ganzen Vollbild.